# Cymatium moritinctum
Cymatium moritinctum är en snäckart som först beskrevs av Reeve 1844.  Cymatium moritinctum ingår i släktet Cymatium och familjen Ranellidae.

## Underarter
Arten delas in i följande underarter:
- C. m. moritinctum
- C. m. caribbaeum